# Léon Tellier
Pour les articles homonymes, voir Tellier.
Léon Tellier est un skipper français.

## Biographie
Léon Tellier participe aux deux courses de classe 0.5 tonneau de voile aux Jeux olympiques d'été de 1900, à bord du Sarcelle. Il remporte la médaille de bronze à l'issue de la première course et se classe quatrième à l'issue de la seconde.